# Королевство Фес
Королевство Фес — государство в северной части Марокко, после своего основания как государство идрисидами в VIII веке до учреждения в XIX веке французского и испанского протекторатов, со столицей в городе Фес.
Война за кастильское наследство завершилась в 1479 году подписанием договора, согласно которому Фердинанд и Изабелла признавались королями Кастилии. Этот договор закреплял владычество Португалии в Атлантике, включая исключительное право на завоевание королевства Фес.
Название Королевство Фес иногда носило всё Марокко, когда столица была расположена в Фесе. На данный момент Марокко называется Фес в турецком языке.
Боабдиль просил помощи от королевства Фес, но ответа не получил.

## Правители
- Зири ибн Атыя (en) (ум. в 1001 году) — первый правитель королевства Фес и других частей Марокко, Алжира и Туниса.
- Абд аль-Хафид — последний правитель королевства Фес, подписавший Фесский договор, предусматривавший превращение Марокко во французский протекторат[2].